# Antonella Anedda
Antonella Anedda, in data 18 febbraio 1994 ha aggiunto il secondo cognome divenendo Antonella Anedda-Angioy (Roma, 22 dicembre 1955) è una poetessa e saggista italiana.

## Biografia
Nata da una famiglia sarda, studia a Roma dove, dopo la maturità classica, si laurea in storia dell’arte moderna; successivamente consegue un PhD in Letteratura italiana a Oxford.

## Poetica e produzione
Antonella Anedda esordisce nel 1989, con Residenze invernali, una plaquette stampata in duecento copie dalla Stamperia Bulla con litografie di Ruggero Savinio e prefazione di Gianluca Manzi. Nel titolo appaiono due temi ricorrenti nella poesia di Anedda: lo spazio da abitare e la dimensione invernale, insieme all’emersione di una vocazione politica. Le influenze principali delle letterature straniere che si rilevano in Residenze invernali riguardano quella scandinava, russa, ebraico-orientale. Nel 1992 la plaquette s’inserisce in una silloge che porta lo stesso titolo, pubblicata dall’editore Crocetti nella collana diretta da Milo De Angelis (il volume è ripubblicato poi nel 2008).
Un testo in prosa, inedito,  viene segnalato al Premio Italo Calvino quale opera prima nel 1989. In giuria figurano Remo Bodei, Ginevra Bompiani, Franco Fortini e Jean-Charles Vegliante. Il volume successivo è Cosa sono gli anni (1997), che raccoglie prose saggistico-narrative e brevi racconti. Escono poi le traduzioni e le riscritture da poeti come Emily Brontë e Philippe Jaccottet nel volume Nomi distanti (1998, ripubblicato nel 2020 con prefazione di Andrea Cortellessa).
Nel 1999 esce la raccolta Notti di pace occidentale (1999), il cui nucleo è una riflessione sulla illusione di pace nell'occidente a partire dalla prima guerra del Golfo. Il libro ottiene il Premio Internazionale Eugenio Montale. Nel 2000 escono le prose su arte e letteratura di La luce delle cose (2000), ambientate in Corsica nell'arco di una giornata, dalla notte al tramonto del giorno successivo. 
Il catalogo della gioia (2003)Dal balcone del corpo (2007). Nel testo a prevalere è la dimensione collettiva e corale, a fronte di quella individuale.
Nella Vita dei dettagli. Scomporre quadri, immaginare mondi (2009) saggi su dettagli di quadri si mescolano a fotografie e si decompongono in collages e in un testo finale dedicato al concetto della perdita. La raccolta poetica Salva con nome (Mondadori, 2012), che vince lo stesso anno il Premio Viareggio, si pone come la continuazione dei saggi e prose di La vita dei dettagli, soprattutto per la relazione e il dialogo non didascalico tra testo e immagine. Per la collana “Contromano” di Laterza è pubblicato, nel 2013, Isolatria, resoconto di viaggio in Sardegna e riflessione sul concetto di isola con particolare riferimento all’arcipelago della Maddalena.
Dal 2005 in poi escono traduzioni in libri singoli in spagnolo, francese, tedesco, finlandese, olandese, gaelico e catalano. Nel 2014 esce l’antologia Archipelago nella traduzione in inglese del poeta Jamie McKendrick.
Nel 2018 Einaudi pubblica la raccolta di poesie Historiae, dove i riferimenti a Lucrezio e Tacito convivono con biologia e anatomia, politica e astronomia.
Nel 2019 le viene conferito a Parigi un dottorato honoris causa per la poesia da parte della Facoltà di Lettere dell’Università Sorbonne IV. Nel 2020 esce la monografia sulla sua opera a cura di Riccardo Donati Apri gli occhi e resisti (2020). Francesco Ottonello ha proposto una rilettura critica dei suoi scritti in una peculiare chiave "postcolonial sarda"[4].
Geografie (2021) è un attraversamento in prosa di luoghi diversi, dalla Mongolia al Giappone, politicamente complessi come Lesbos visitata nell'estate dell'arrivo dei migranti nel 2015 oppure interni come lo spazio di un ospedale o di un traghetto.
Con Elisa Biagini pubblica nel 2021 Poesia come ossigeno. Per un'ecologia della parola, un dialogo su presenza forza e significato della poesia nel XXI secolo.
Lo sguardo dislocato, la prospettiva non antropocentrica, il dialogo con la scienza e in particolare la botanica e la zoologia sono oggetto del saggio Le piante di Darwin e i topi di Leopardi (2022). Preceduta da un'intervista del 2020 di Susan Stewart sulla Paris Review, nel 2023 esce per la New York Review Books / Poets la traduzione in inglese di Historiae a cura di Susan Stewart e Patrizio Ceccagnoli. Nel 2023 vengono pubblicate per Garzanti "Tutte le poesie", con introduzione di Rocco Ronchi.

## Opere
- Residenze invernali, plaquette con litografie di Ruggero Savinio e una nota introduttiva di Gianluca Manzi, Stamperia Bulla, Roma 1989.
- Residenze invernali, Crocetti, Roma 1992 (ristampa 2008). ISBN 9788883062810.
- Tre stazioni, Lietocolle, Falloppio 1996 (ristampe 2003 e 2007). ISBN 9788878480483.
- Cosa sono gli anni. Saggi e racconti, Fazi, Roma 1997. ISBN 9788881120451.
- Nomi distanti, Empirìa, Roma 1998; poi, in una nuova edizione e con una postfazione di Andrea Cortellessa,  Nino Aragno, Torino 2020. ISBN 9788893800976.
- Notti di pace occidentale, Donzelli, Roma 1999. ISBN 9788879895125.
- La luce delle cose. Immagini e parole nella notte, Feltrinelli, Milano 2000. ISBN 9788832231151.
- La lingua disadorna, L'Obliquo, Brescia 2001.
- Il catalogo della gioia, Donzelli, Roma 2003. ISBN 9788879897600.
- Dal balcone del corpo, Mondadori, Milano 2007. ISBN 9788804566304.
- Limba. Una nota sull’autotraduzione, in AA.VV. La soglia sull’altro. I nuovi compiti del traduttore,  Bologna, La Bottega dell’Elefante, 2007, pp. 134-138
- La vita dei dettagli. Scomporre quadri, immaginare mondi, Donzelli, Roma 2009. ISBN 9788860363886.
- Salva con nome, Mondadori, Milano 2012. ISBN 9788804617631.
- Isolatria. Viaggio nell'arcipelago della Maddalena, Laterza, Roma-Bari 2013. ISBN 9788858108376.
- Historiae, Einaudi, Torino 2018. ISBN 9788806233211.
- Più delicati degli storici sono i colori dei cartografi, Quaderno del Premio di Poesia e Traduzione Poetica “Achille Marazza”, XXII edizione, Fondazione Marazza, Borgomanero 2018.
- Geografie, Garzanti, Milano 2021. ISBN 9788811673132.
- Con Elisa Biagini: Poesia come ossigeno. Per un'ecologia della parola, a cura di Riccardo Donati, Chiarelettere, Milano 2021. ISBN 9788832962451.
- Le piante di Darwin e i topi di Leopardi, Interlinea, Novara 2022. ISBN 9788868573973.
- Tutte le poesie, Garzanti, Milano 2023.

### Traduzioni
- Appunti per una semina : Philippe Jaccottet poesie e prose 1954-1994 (1994)
- Philippe Jaccottet, La parola Russia (« A partir du mot Russie », 2004). ISBN 9788879899154.
- Anne Carson, Antropologia dell’acqua, Donzelli, 2010.traduzioni e prefazione a cura di Antonella Anedda, Elisa Biagini, Emmanuela Tandello, Donzelli, Roma 2010. ISBN 9788860364814.
- Malek Jan Nemati, La vita non è breve ma il nostro tempo è limitato, Empiria, 2010. ISBN 9788896218099.
- Residencias Invernales, traduzione di Emilio Coco, Terragona, Igitur, 2005. ISBN 9788495142382.
- Nuits de paix occidentale & autres poèmes, traduzione di Jean-Baptiste Para,  l’Escampette, Poitiers 2008. ISBN 9782356080042.
- Vom Erker des Körpers, traduzione di Annette Kopetzki, München, Hoffmann, 2010. ISBN 9783940331069.
- Desde el balcon del cuerpo, traduzione di Pablo Roa Delgado, Madrid, Vaso Roto, 2014. ISBN 9788415168614.
- Archipelago, traduzione di Jamie McKendrick, Bloodaxe Books, 2014.
- Danta Antonella Anedda, traduzione in gaelico di poesie scelte di Eiléan Nì Chuilleanain, Cois Life,  Baile Átha Cliath (Dublino) 2019. ISBN 9781907494833.
- Anatomioita, selezione di poesie in traduzione finlandese di Hannimari Heino, Kustannusliike Parkko, Turku 2022. ISBN 9789527302132.
- Historiae, traduzione in catalano di Joan-Elies Adell, Edition Saldonar, Barcellona 2022. ISBN 9788417611958
- Nachten van westelijke vrede, a cura di Gandolfo Cascio, traduzione in olandese di Reinier Speelman, IIC, Amsterdam 2022.

## Premi e riconoscimenti
- 1989 – finalista Premio Calvino opera inedita, sezione Albo d’oro.
- 1992 – Premio Leonardo Sinisgalli Opera prima,[5] per Residenze invernali.
- 2000 – Premio Eugenio Montale[6] per Notti di pace occidentale.
- 2007 – Premio Napoli Libro dell’Anno[7] per Dal balcone del corpo.
- 2008 – Premio Dessì[8] sempre per Dal balcone del corpo.
- 2012 – Premio Pascoli per Salva con nome.
- 2012 – Premio Viareggio-Repaci[9] per Salva con nome.
- 2014 – Premio Puškin per l'opera poetica e saggistica.
- 2019 – Premio Vittorio Bodini per Historiae.
- 2020 – Premio Biennale di Poesia Celle Arte Natura per l'opera poetica.
- 2021 – Premio di poesia Alma Mater - Violani Landi (Università di Bologna).
- 2022 – Premio Ghianda (CinemAmbiente).
- 2022 – Premio alla carriera "Vito Moretti" per la poesia.
- 2024 - Premio all'interno della manifestazione Laurea in Poesia istituita dall' Università Pontificia Salesiana

### Onorificenze
- 2019 – Dottorato honoris causa (Université Sorbonne, Paris IV).